# Micropholis crotonoides
Micropholis crotonoides là một loài thực vật có hoa trong họ Hồng xiêm. Loài này được (Pierre) Pierre mô tả khoa học đầu tiên năm 1904.